# Grande Monumento da Colina Mansu
Estátuas de Kim Il-sung (à esquerda) e Kim Jong-il (à direita) com visitantes as reverenciando
O Grande Monumento da Colina Mansu (Chosŏn'gŭl: 만수대대기념비; hancha: 萬壽臺大紀念碑; rr: Mansudae Daehyeongdongsang), também conhecido como Grande Monumento Mansudae, é um complexo de monumentos localizado em uma praça no Distrito Chung-guyok, em Pyongyang, Coreia do Norte. Há 229 figuras no total, comemorando a história da luta revolucionária do povo coreano, e especialmente seus líderes. A parte central do monumento consiste em duas estátuas de bronze de 22 metros de altura e 50 metros de largura dos falecidos líderes norte-coreanos Kim Il-sung e Kim Jong-il. O Grande Monumento da Colina Mansu é talvez a imagem mais conhecida usada para representar a Coreia do Norte, as duas estátuas são as maiores do país.
Atrás das grandes estátuas há a parede do Museu da Revolução Coreana, exibindo um mural em mosaico da Montanha Baekdu, considerada a sagrada montanha da revolução e o berço do povo coreano. Ao lado das duas estátuas estão outros dois monumentos de granito maciço representando as bandeiras da Coreia do Norte e do Partido dos Trabalhadores da Coreia com uma multidão de soldados, trabalhadores e agricultores com poses patrióticas, sendo essas as figuras que fizeram parte da Revolução Coreana e da construção da RPDC. São chamados de "Monumento da Luta Revolucionária Antijaponesa" e "Monumento à Revolução Socialista Coreana". Há inscrições em ambos em coreano dizendo: "Viva o general Kim Il-sung!" e "Vamos expulsar os Imperialistas dos EUA e Reunir Nossa Pátria!".

## História

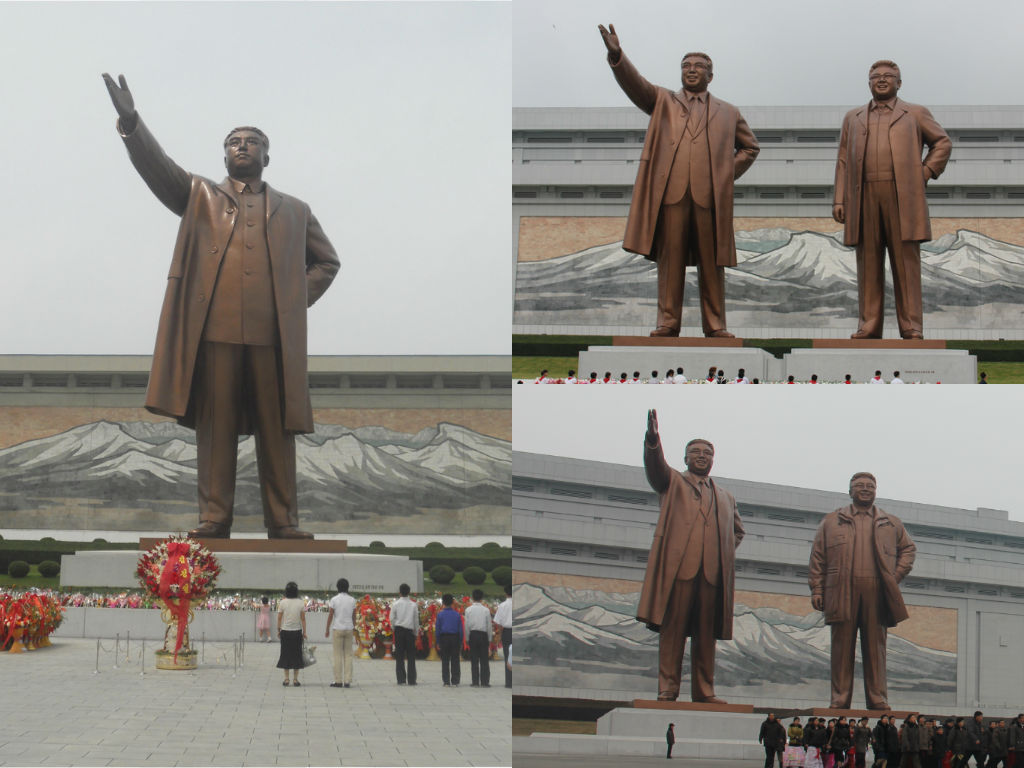
Mudanças na estátua original de Kim Il-sung (à esquerda) e na estátua original de Kim Jong-il (canto superior direito) e após modificação (canto inferior direito).

O Grande Monumento da Colina Mansu foi construído e arquitetado pelo estúdio de arte norte-coreano Mansudae. Originalmente, a praça tinha apenas a estátua de Kim Il-Sung, denominada estátua do "Grande Líder", foi erguida em 1972 para comemorar o aniversário de 60 anos de Kim Il-sung. A estátua original de Kim Il-sung era inicialmente coberta em folha de ouro, mas foi removida após a visita de Deng Xiaoping e devido a objeção dos chineses, que estavam efetivamente financiando a economia norte-coreana na época. Atualmente a estátua é de bronze. Ela ganhou uma nova versão onde Kim Il-sung passou a sorrir e ficou com uma aparência mais velha. A estátua está voltada para o leste, representando Kim Il-sung com a mão no ar, "chamando o comunismo" e mostrando "o caminho para o povo seguir".
Em 2012, depois da morte de Kim Jong-il e por ocasião do 100º aniversário de Kim Il-sung, outra estátua de bronze foi revelada para coincidir com as comemorações do aniversário. A estátua, denominada de "O Querido Líder", foi erguida em sua homenagem. A estátua de Kim Jong-il foi remodelada poucos meses depois, originalmente Kim Jong-il vestia um sobretudo e passou a usar uma parca, em homenagem a que Kim Jong-il sempre usava, a mesma era comumente vista, e foi rotulada de "testemunha da história" após a sua morte.
Um site norte-coreano oficial descreve o monumento: "As esculturas coletivas representam de maneira abrangente a história imortal da luta revolucionária do povo coreano que registrou apenas vitória e glória sob a sábia liderança dos grandes generalíssimos. Não apenas nos feriados nacionais e nos dias de comemoração, mas em dias comuns é repleto de pessoas para apresentar cestas florais e buquês frente as estátuas. Casamentos são muitas vezes vistos lá. Os estrangeiros visitantes também escalam a colina e prestam sua alta homenagem aos grandes generalíssimos".
O Pyongyang Review observa: O Grande Monumento da Colina Mansu faz um conjunto formativo perfeitamente harmonioso por causa do arranjo adequado dos grupos escultóricos contra o fundo da Montanha Baekdu em mosaico na parede do Museu da Revolução Coreana, a posição e o tamanho do monumento foram selecionados com a devida consideração das condições topográficas e o ambiente da Colina Mansu.

## Comemorações
Milhares de coroas comemorativas, cestas e vasos florais são colocados nos pés das estátuas diariamente e durante os feriados nacionais, como ocorre no feriado do Dia do Sol, a celebração do aniversário de Kim Il-Sung. Essa é uma atividade muito comum entre pessoas de todos os setores da sociedade. Casamentos diante às estátuas também são bastante comuns.
Em 1994, com a morte de Kim Il-sung, milhões de norte-coreanos foram ao Grande Monumento para lamentar e mostrar seu respeito ao líder, que era genuinamente muito amado pelo seu povo. Em dezembro de 2011, um grande número de norte-coreanos choraram e prestarem respeito em frente à estátua para lamentar a sua morte.

## Turismo
Todos os visitantes estrangeiros de Pyongyang são levados para o Grande Monumento Mansudae, é uma visita obrigatória nas excursões. É importante lembrar que o Grande Monumento Mansudae é considerado uma das áreas mais sagradas da Coreia do Norte. Visitantes do local, tanto locais quanto estrangeiros, devem alinhar-se em frente ao monumento, se curvar e deixar flores para demonstrar respeito.

### Procedimentos
Como epicentro do culto de Kim, os visitantes precisam estar cientes da seriedade com a qual os norte-coreanos encaram esse monumento e o respeito que eles acreditam que os visitantes devem conceder. Como tal, espera-se que os visitantes mostrem a etiqueta de visita correta - pessoas que compraram flores (que estão à venda em uma loja próxima) devem colocá-las aos pés das estátuas. Após as flores terem sido colocadas, todo o grupo deverá se curvar respeitosamente diante as mesmas.

### Fotografias
Fotos das estátuas são permitidas, as fotos devem capturar as estátuas inteira. Os visitantes são encorajados a tirar fotografias de si mesmos ou com o seu grupo em frente as estátuas; ou apenas das estátuas. As pessoas também são instruídas a nunca fotografar apenas uma parte do monumento - todas as imagens devem ser respeitosas e ser da estátua inteira; fotografias de apenas parte das estátuas são proibidas e consideradas insultantes. Tirar foto por trás, ou de qualquer outro ângulo que mostre desrespeito também é proibido, os guias garantem isso. Visitantes andando atrás da estátua, sem planos de tirar fotos, são alertados.

## Galeria

Estátuas centrais
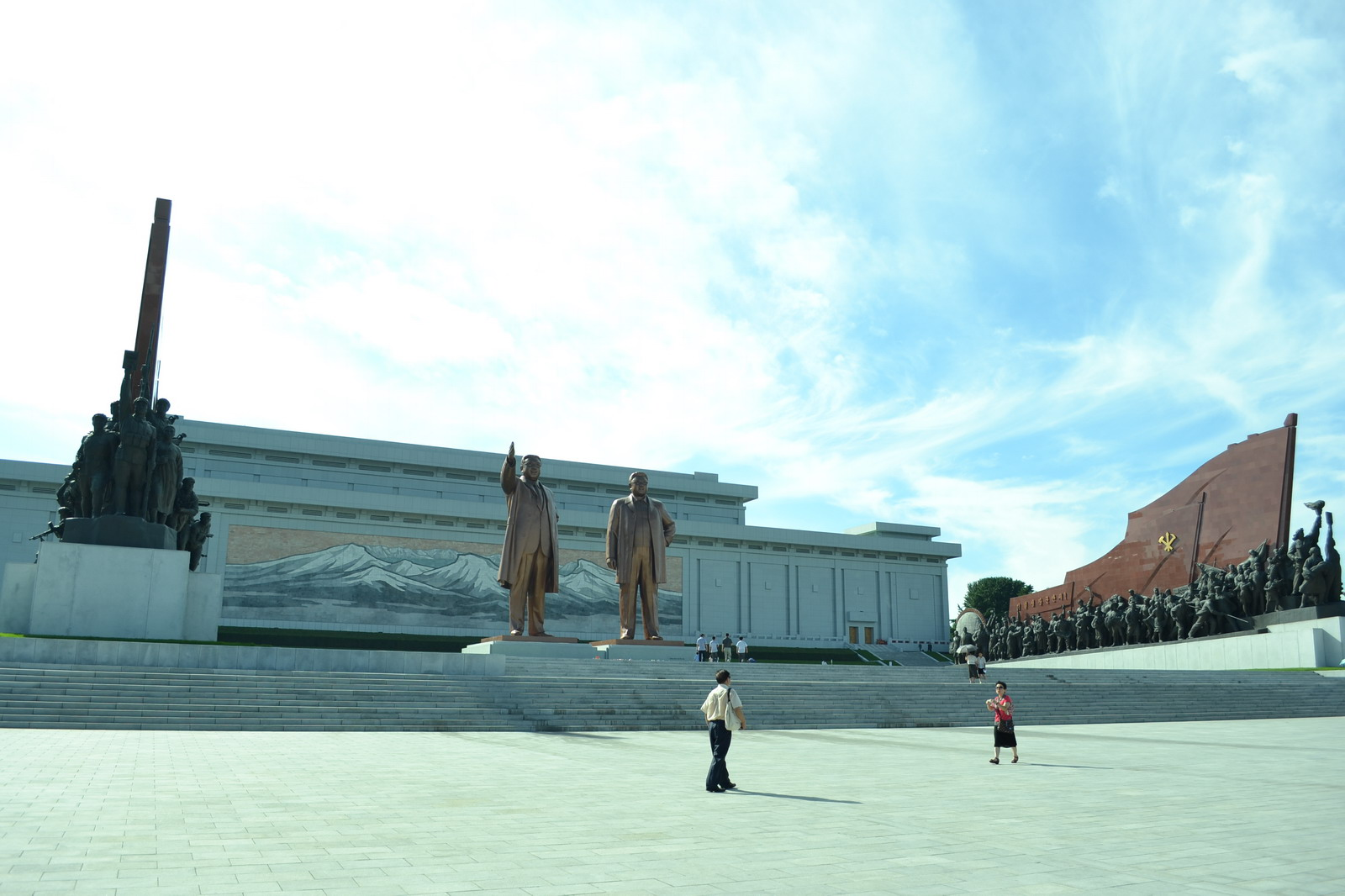
Visão geral dos monumentos.
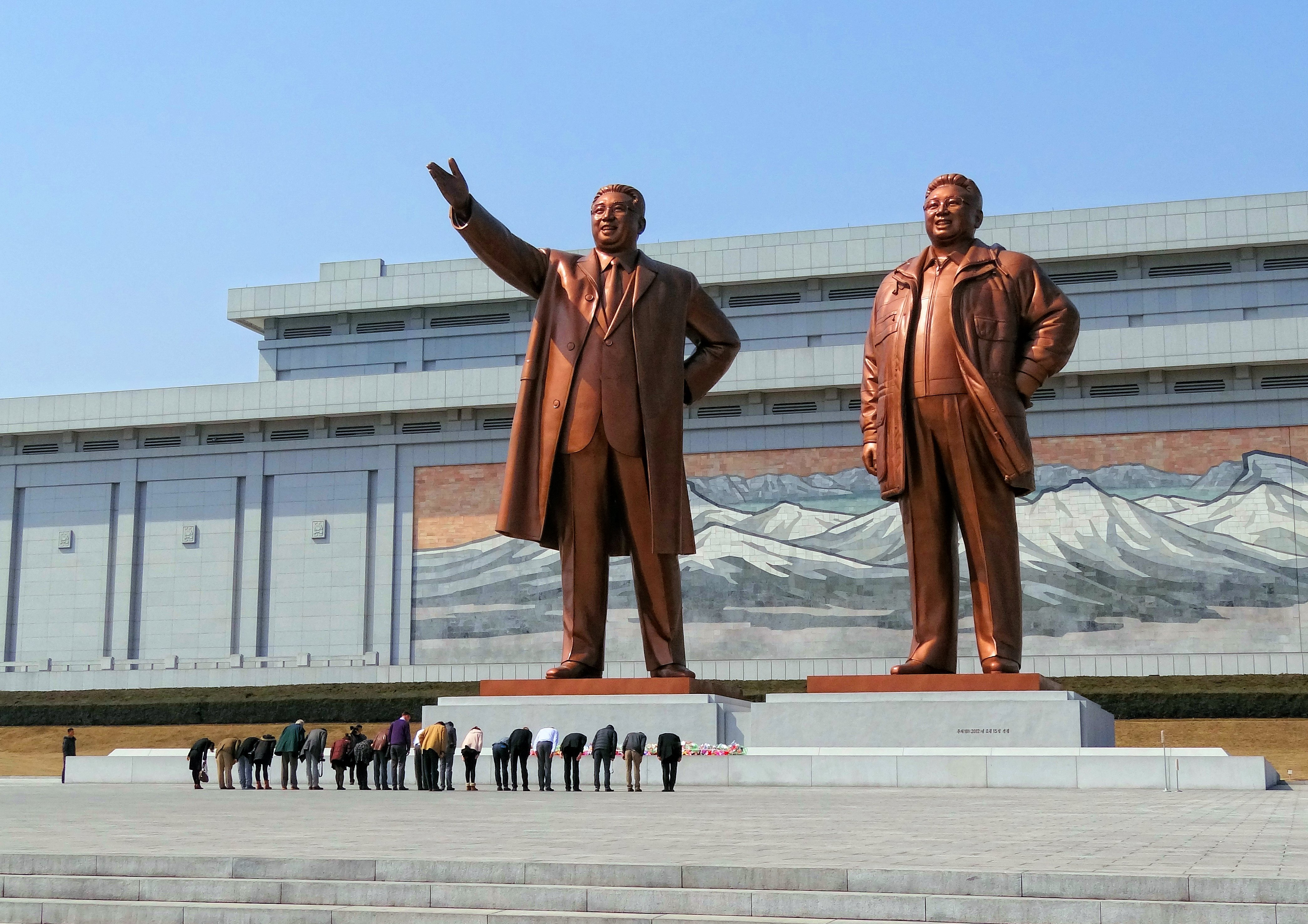
As estátuas dos dois líderes da Coreia do Norte Kim Il-Sung e Kim Jong-Il.
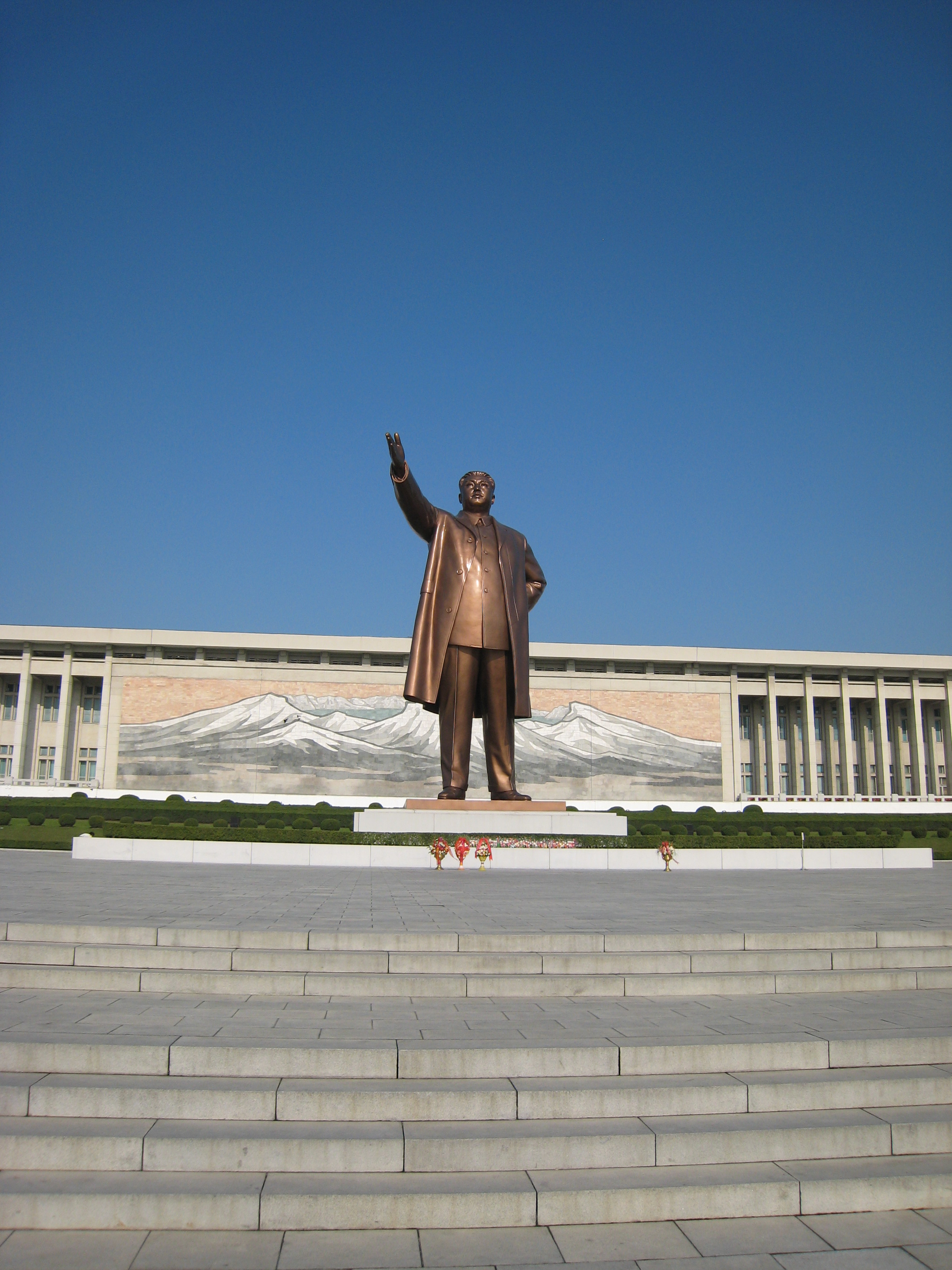
Vista do monumento antes da instalação da estátua de Kim Il-Sung em 2012.
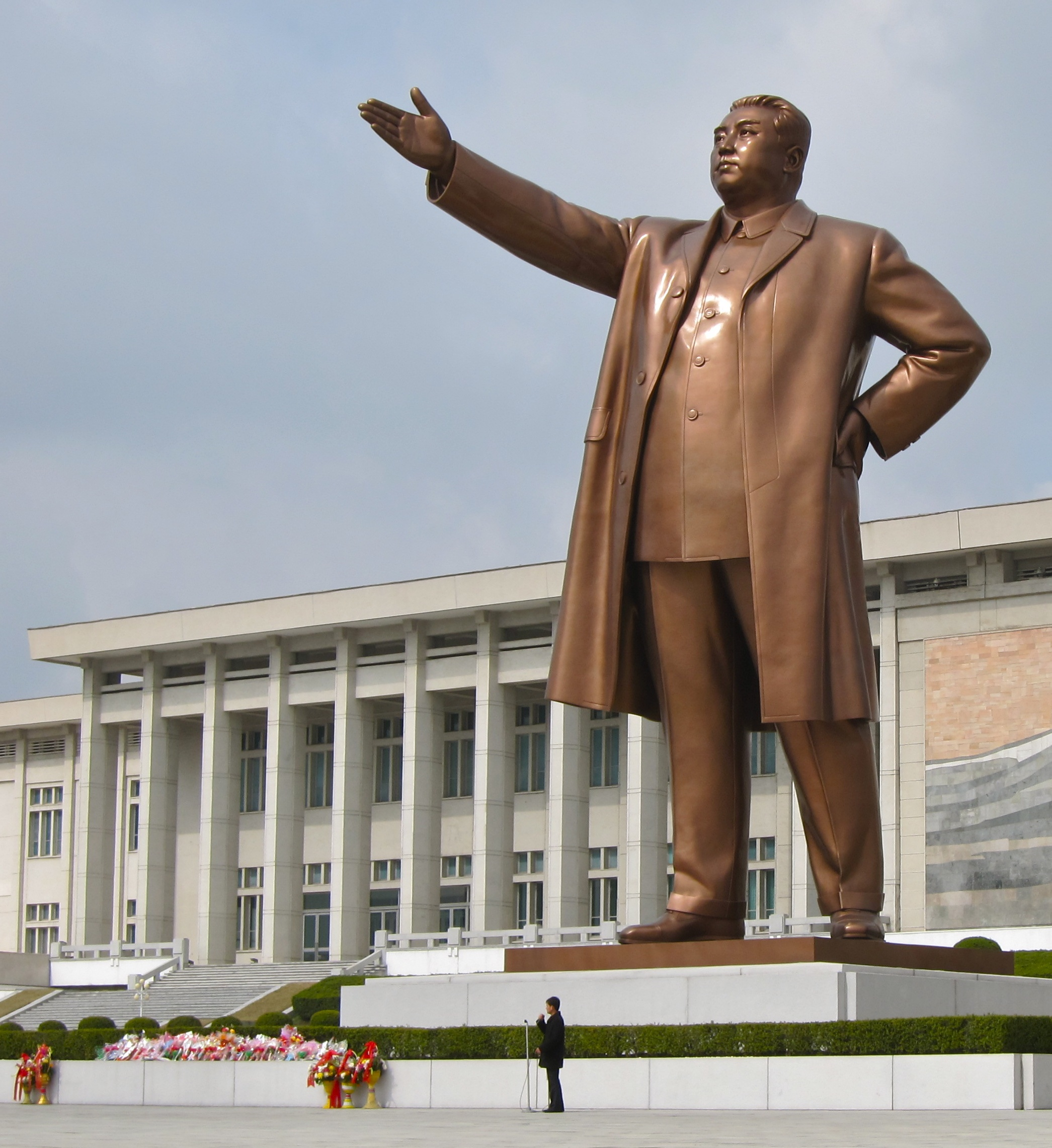
Outra vista da antiga estátua de Kim Il-sung, o representante mais jovem e com uma jaqueta diferente.
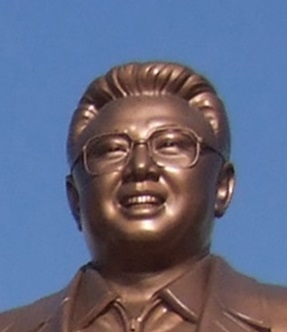
Close da cabeça da estátua de Kim Jong-il.
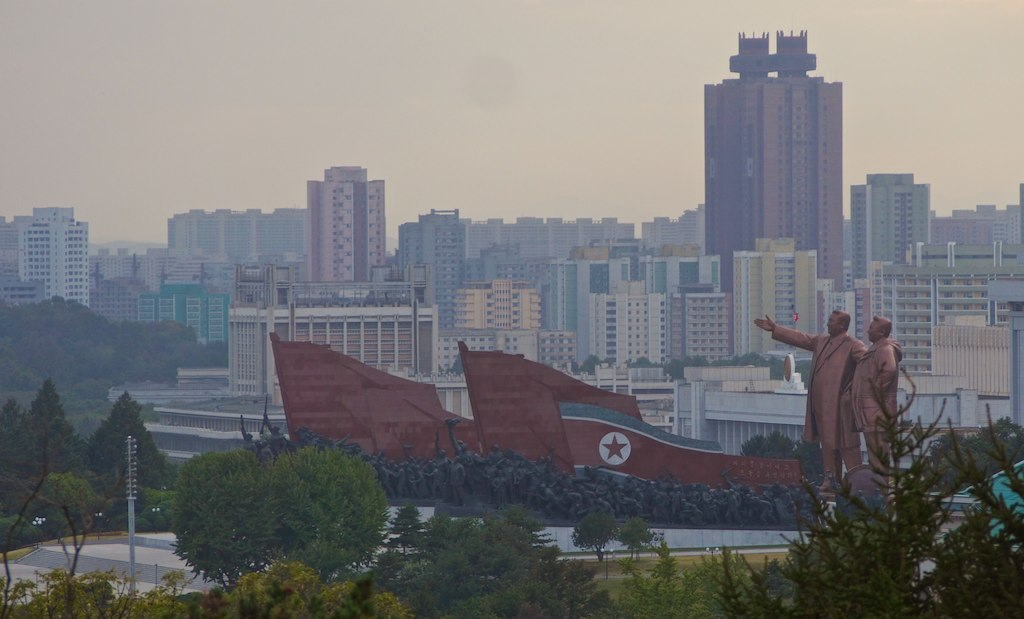
Visão remota do complexo de monumentos.
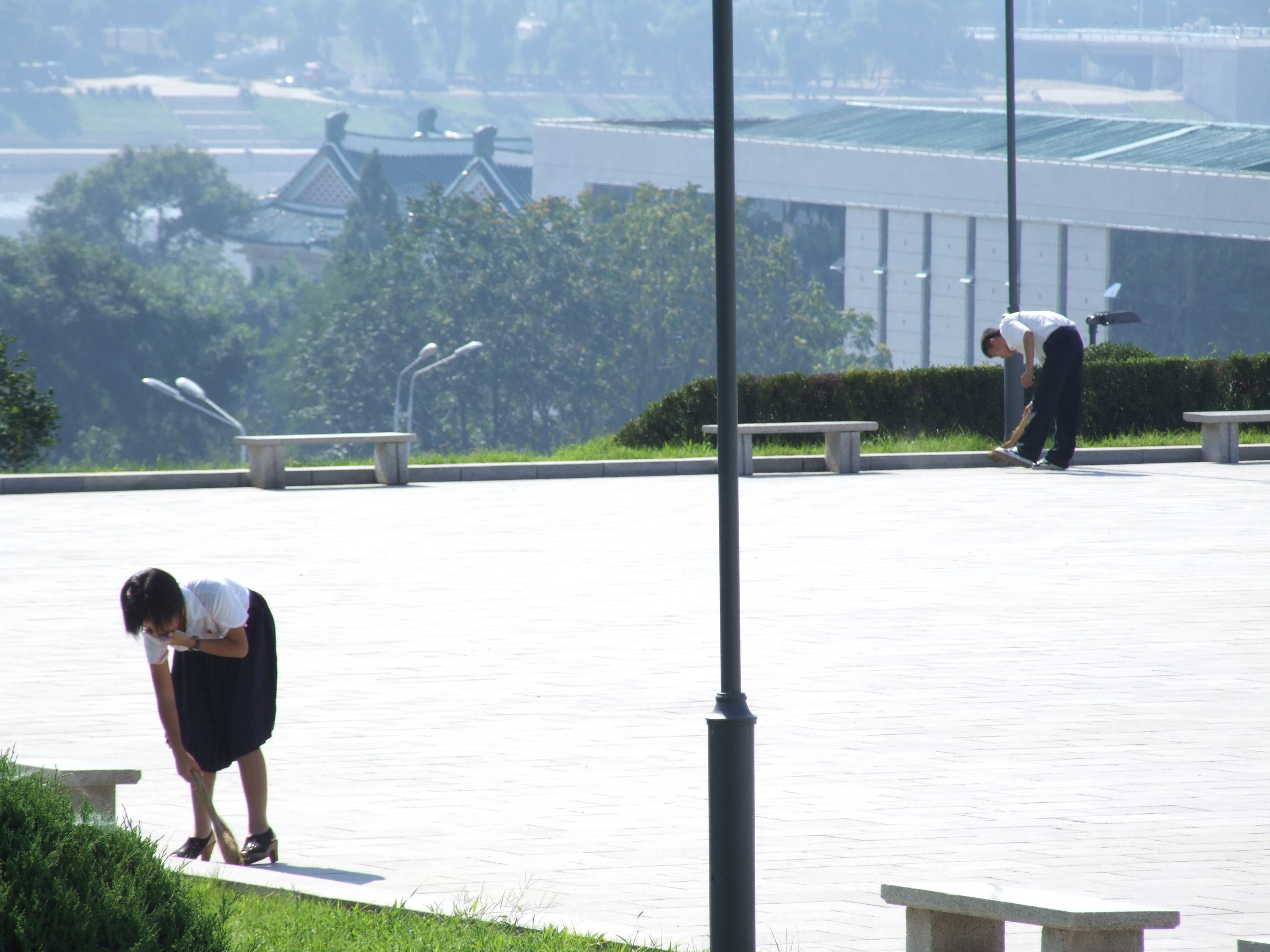
Manutenção regular do local.

Monumento da Luta Revolucionária Antijaponesa
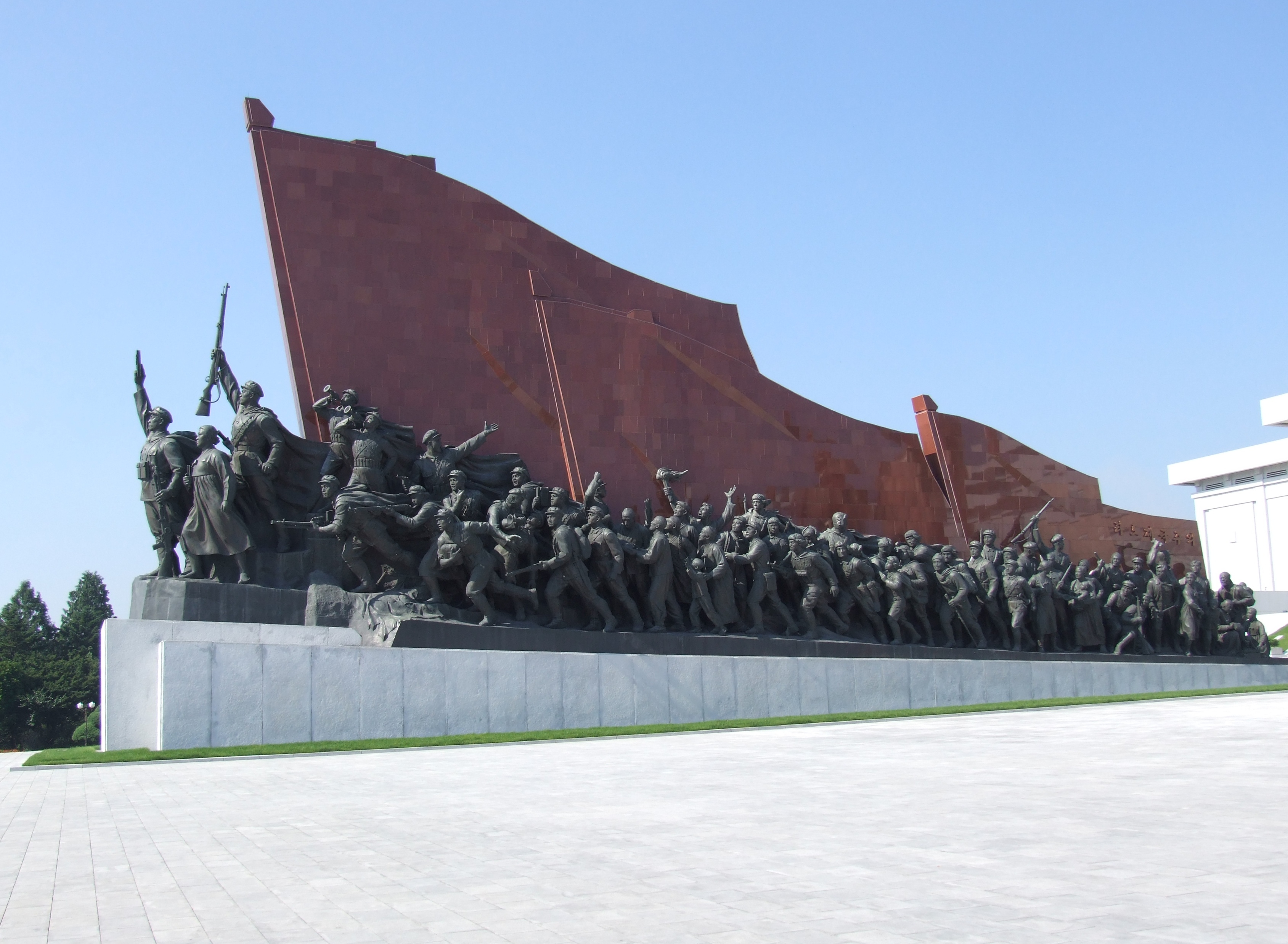
Visão do Monumento da Luta Revolucionária Antijaponesa à esquerda da praça.
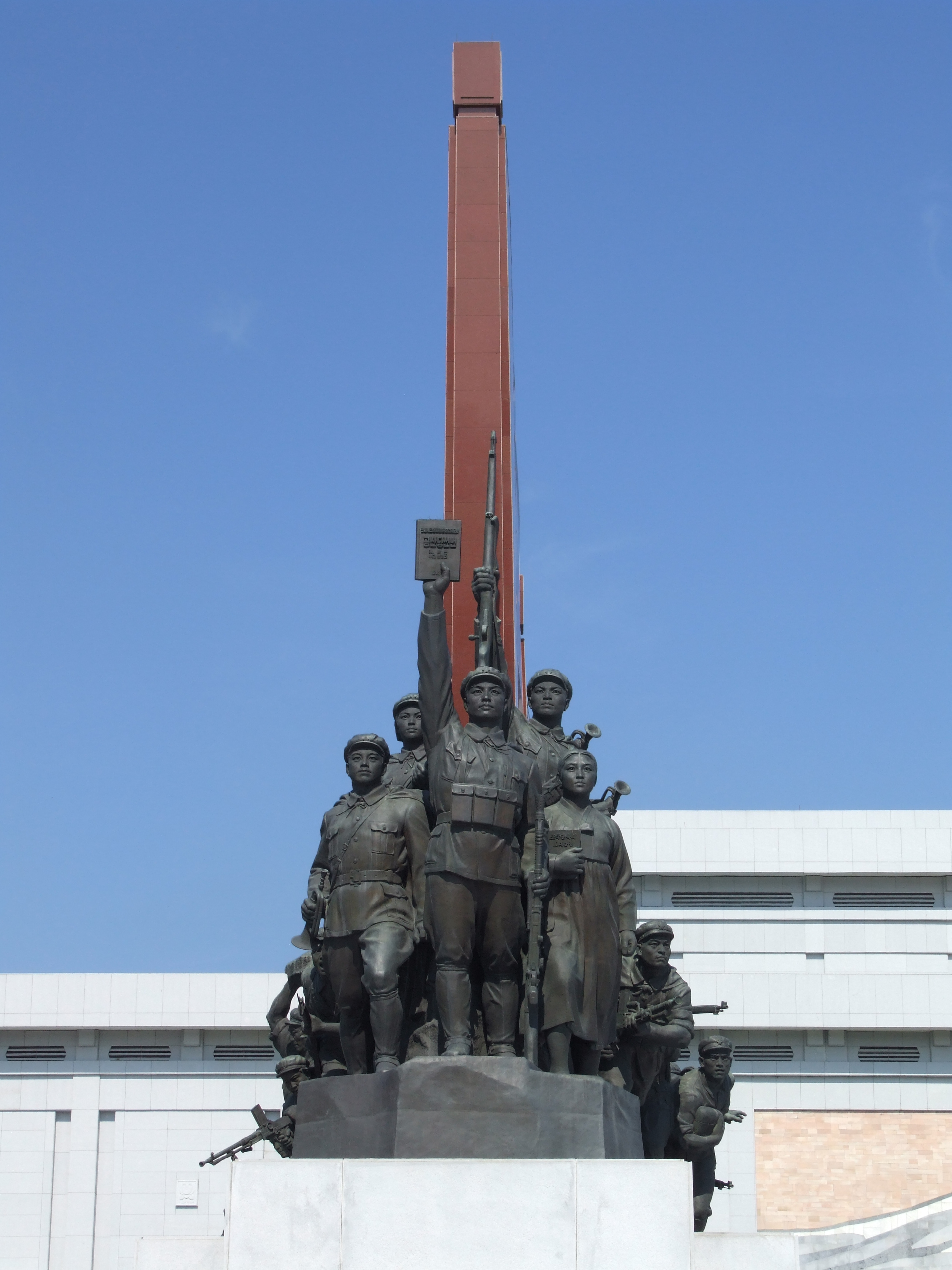
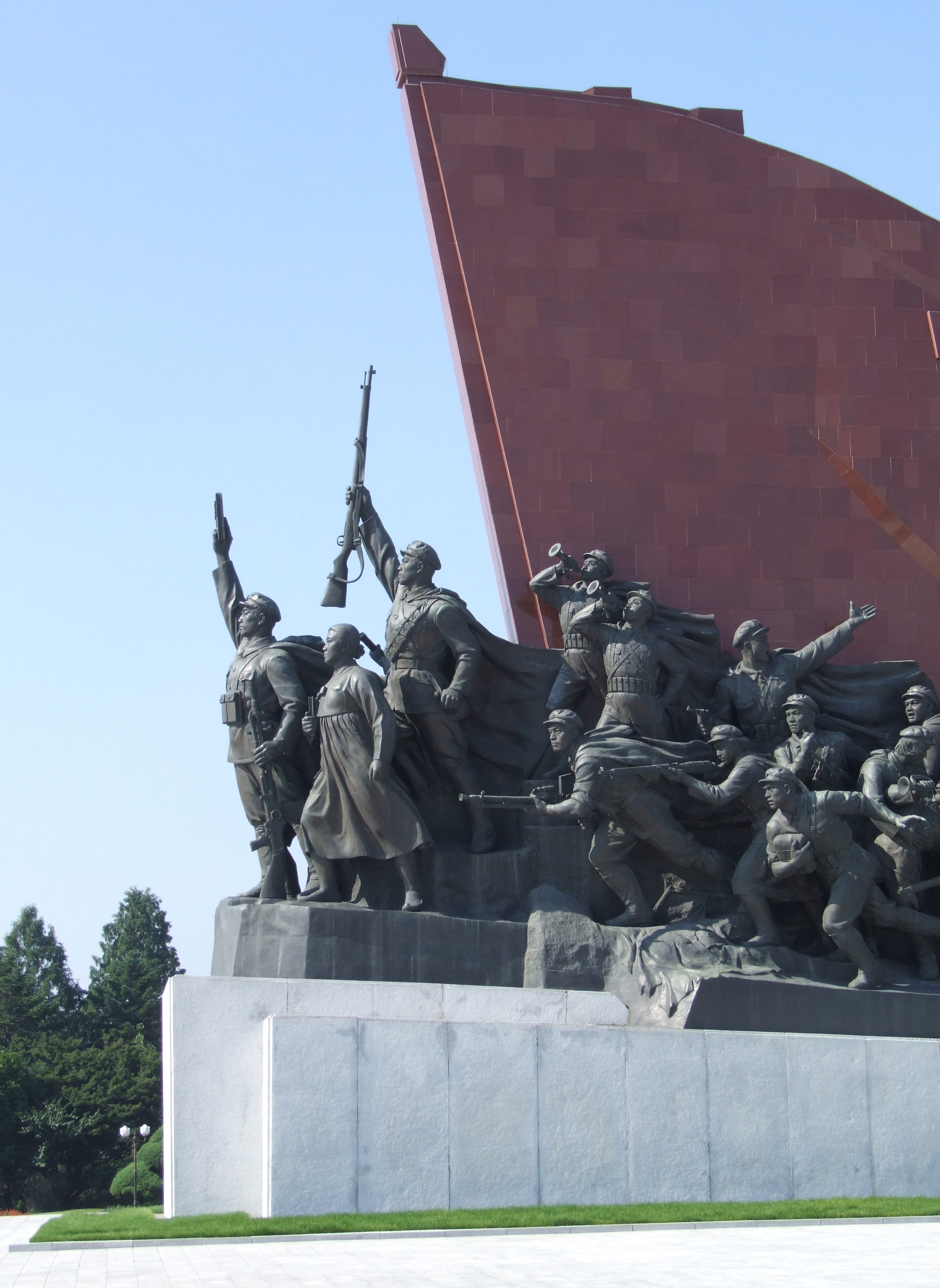
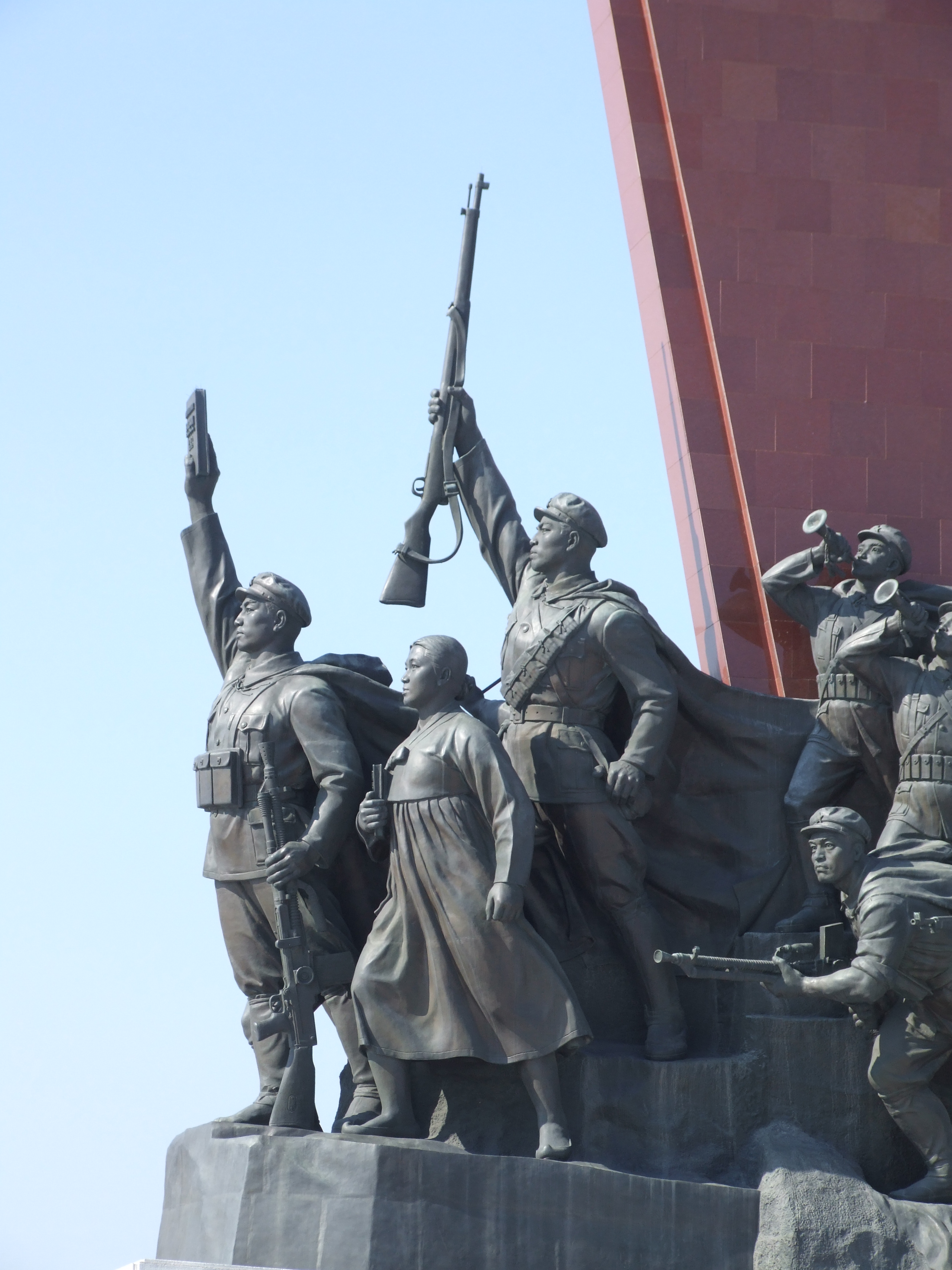
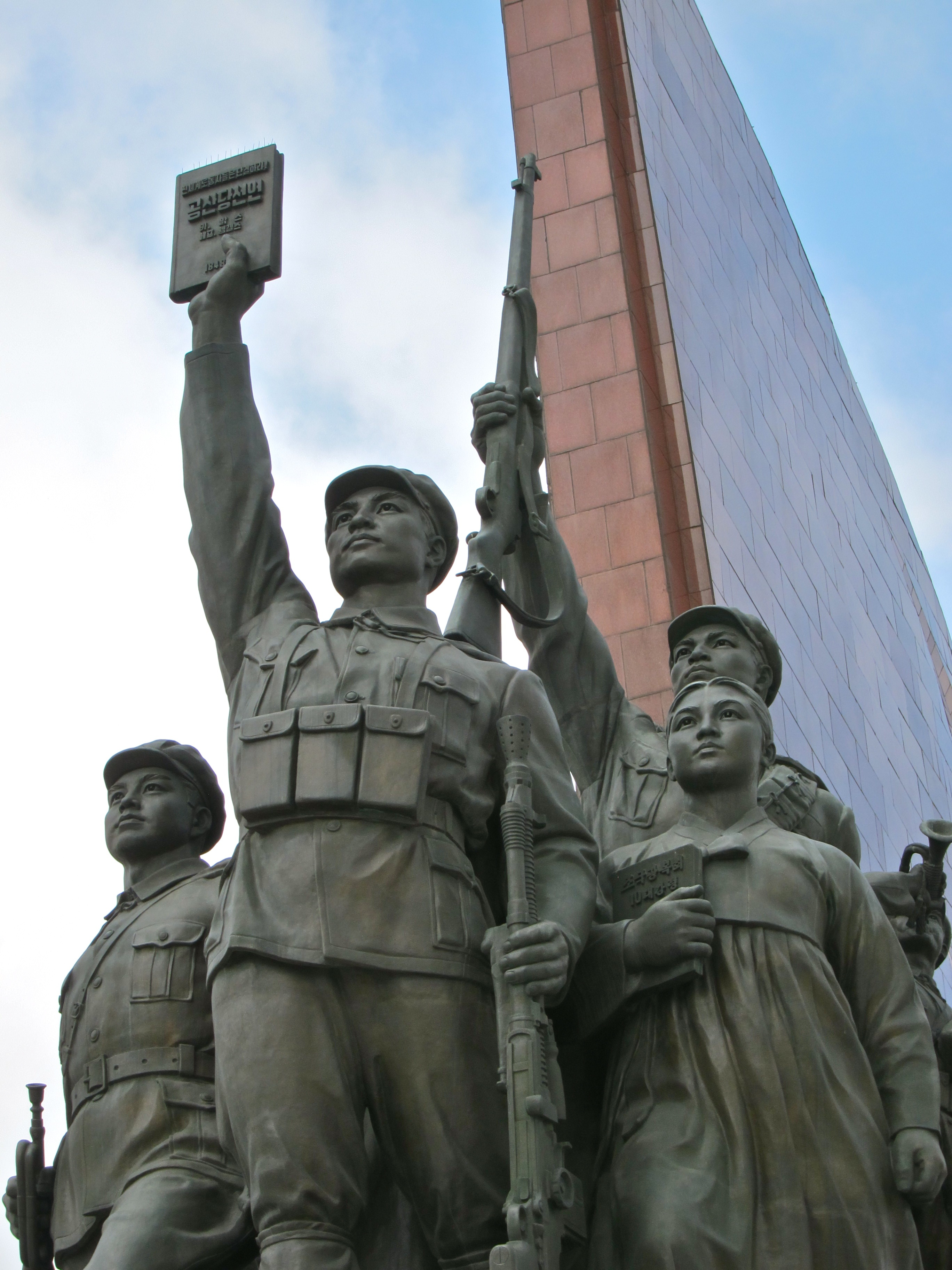
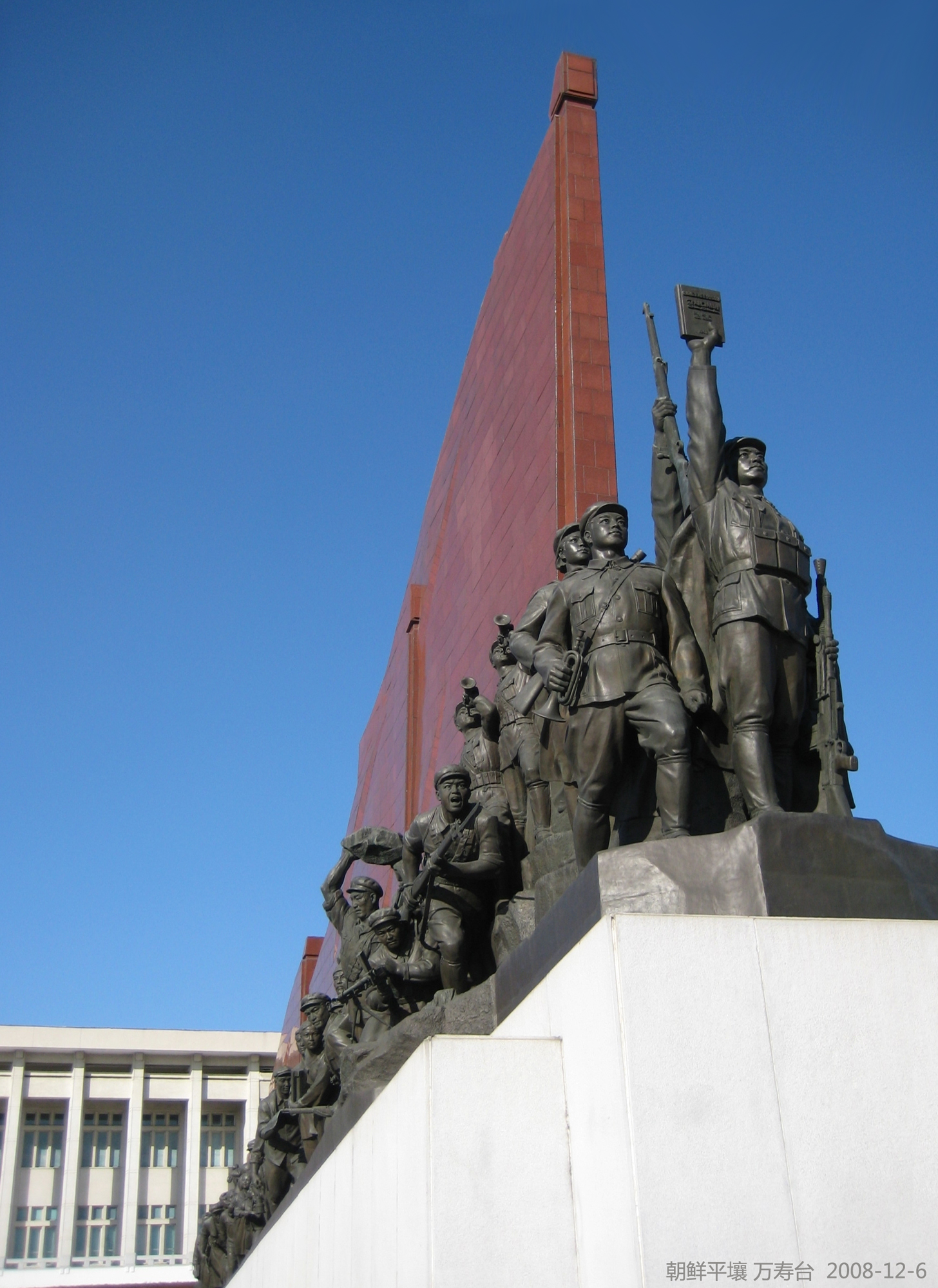
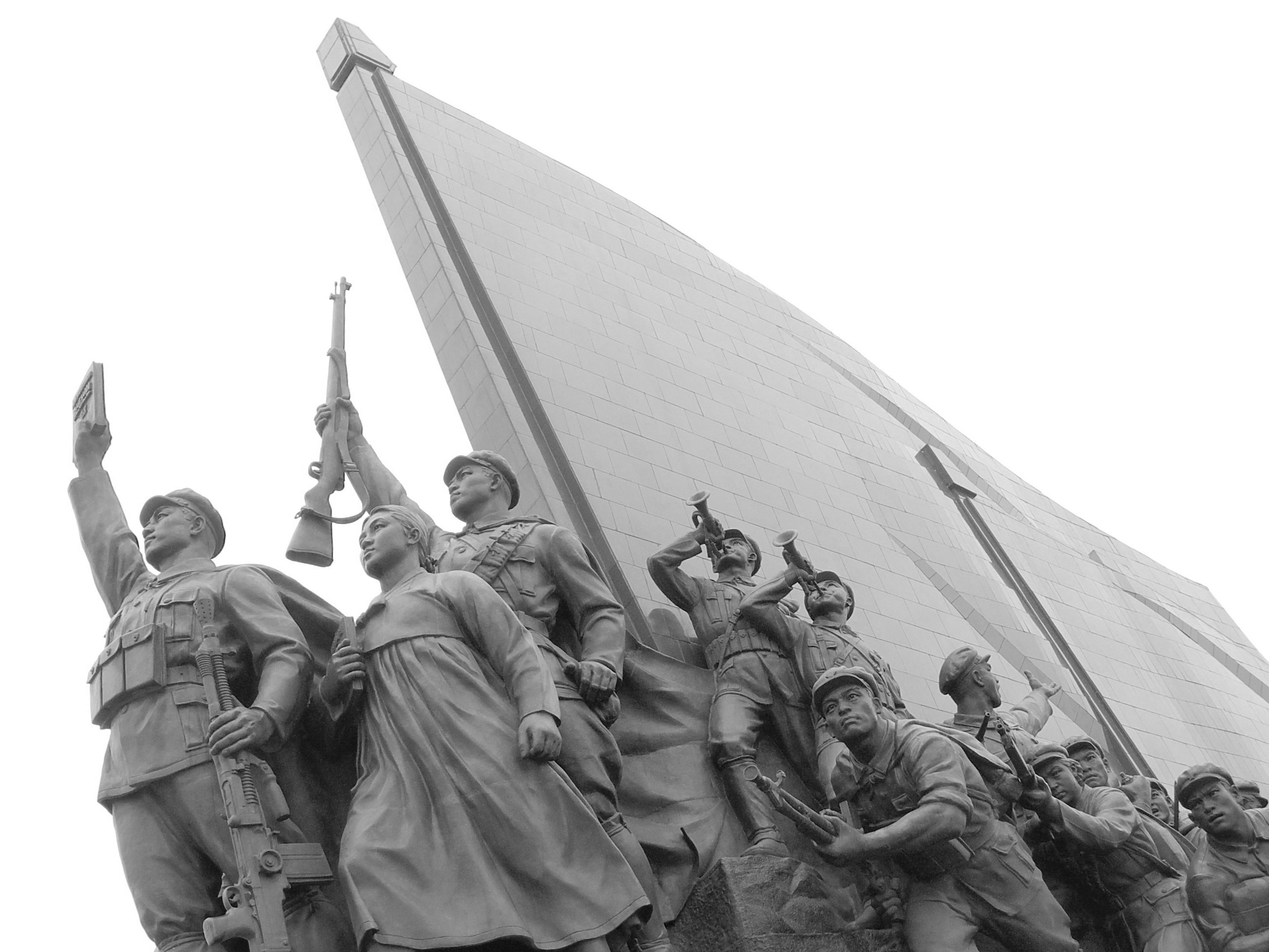
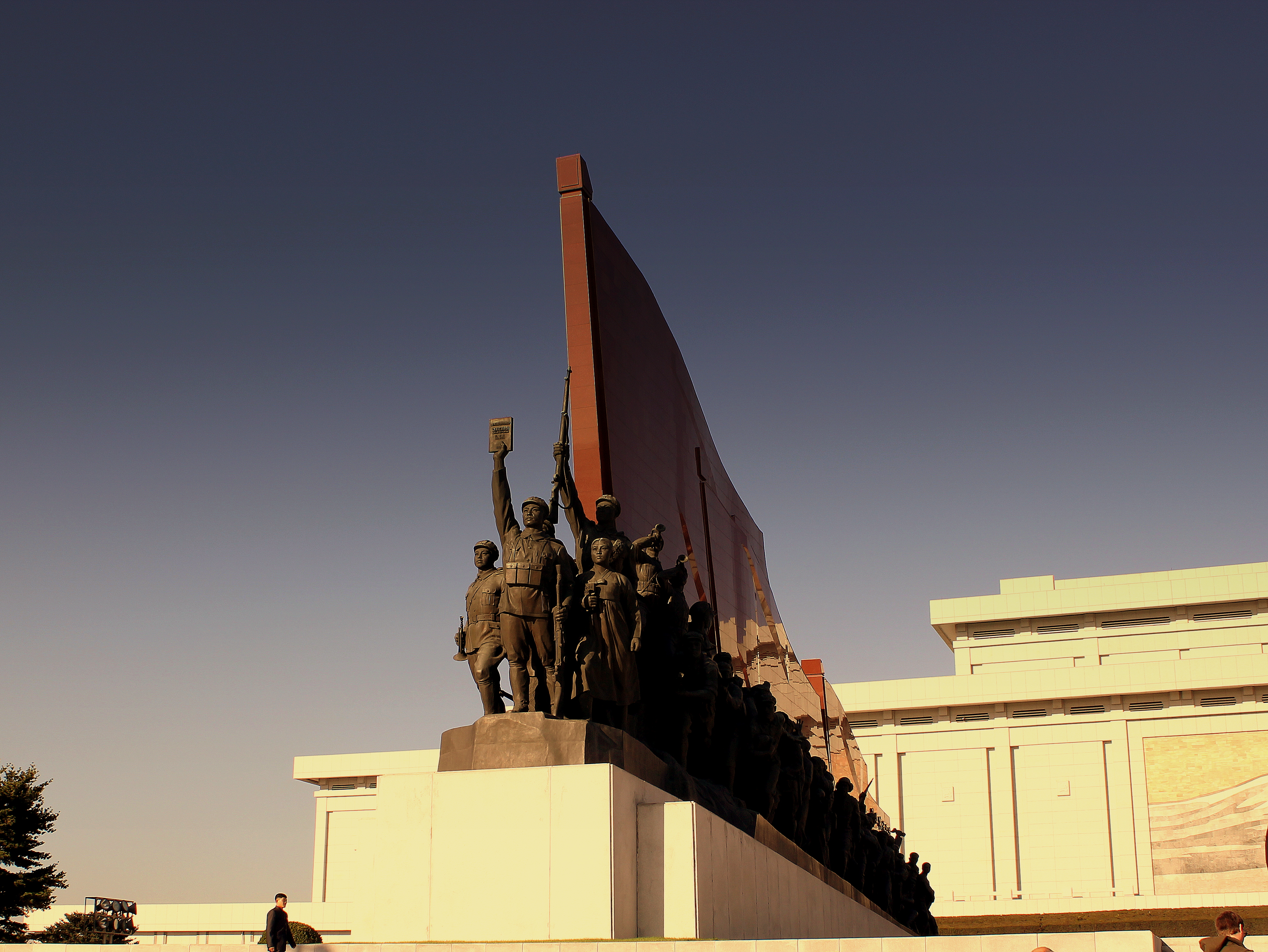

Monumento à Revolução Socialista
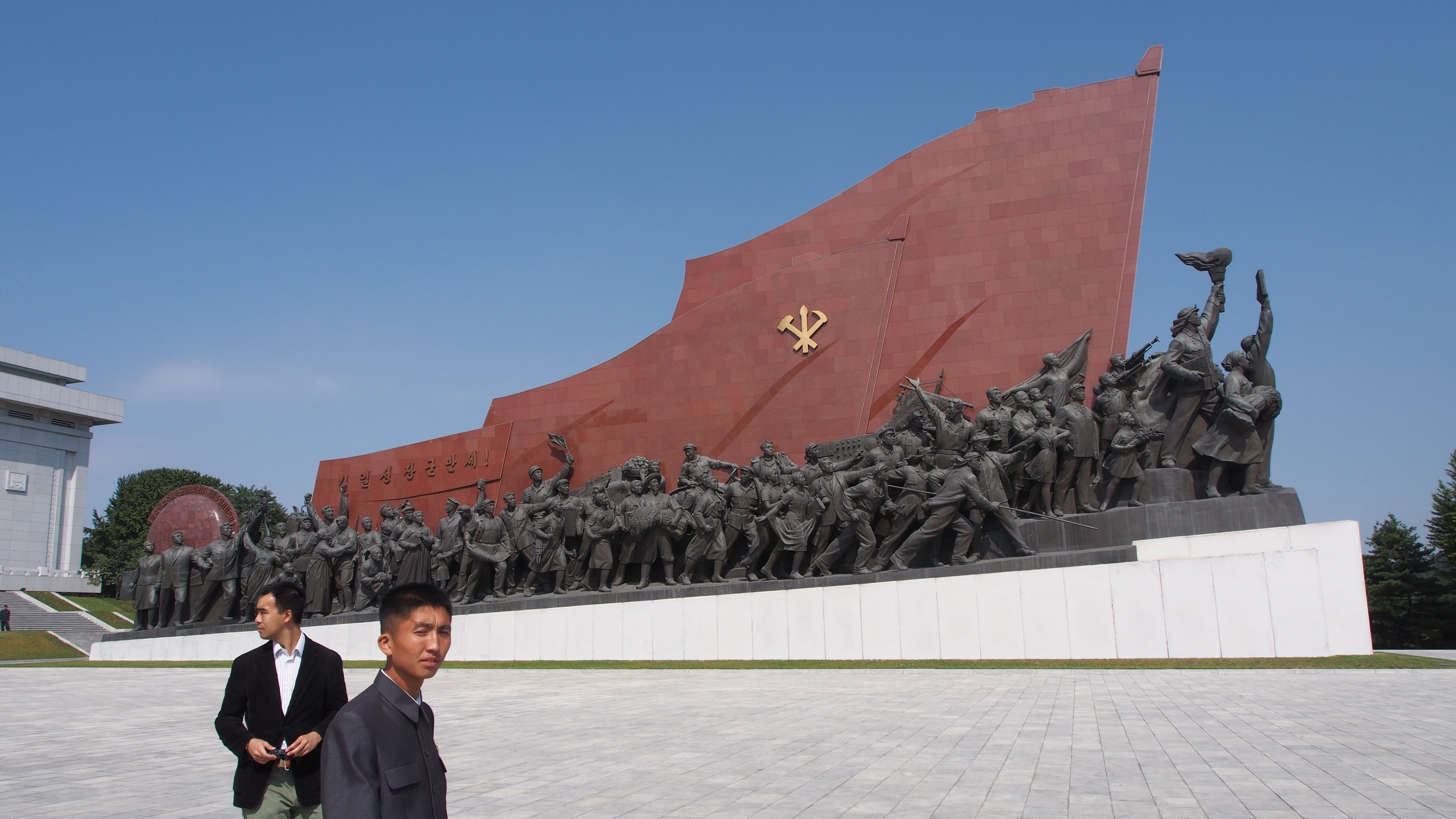
Visão do Monumento à Revolução Socialista à direita da praça.
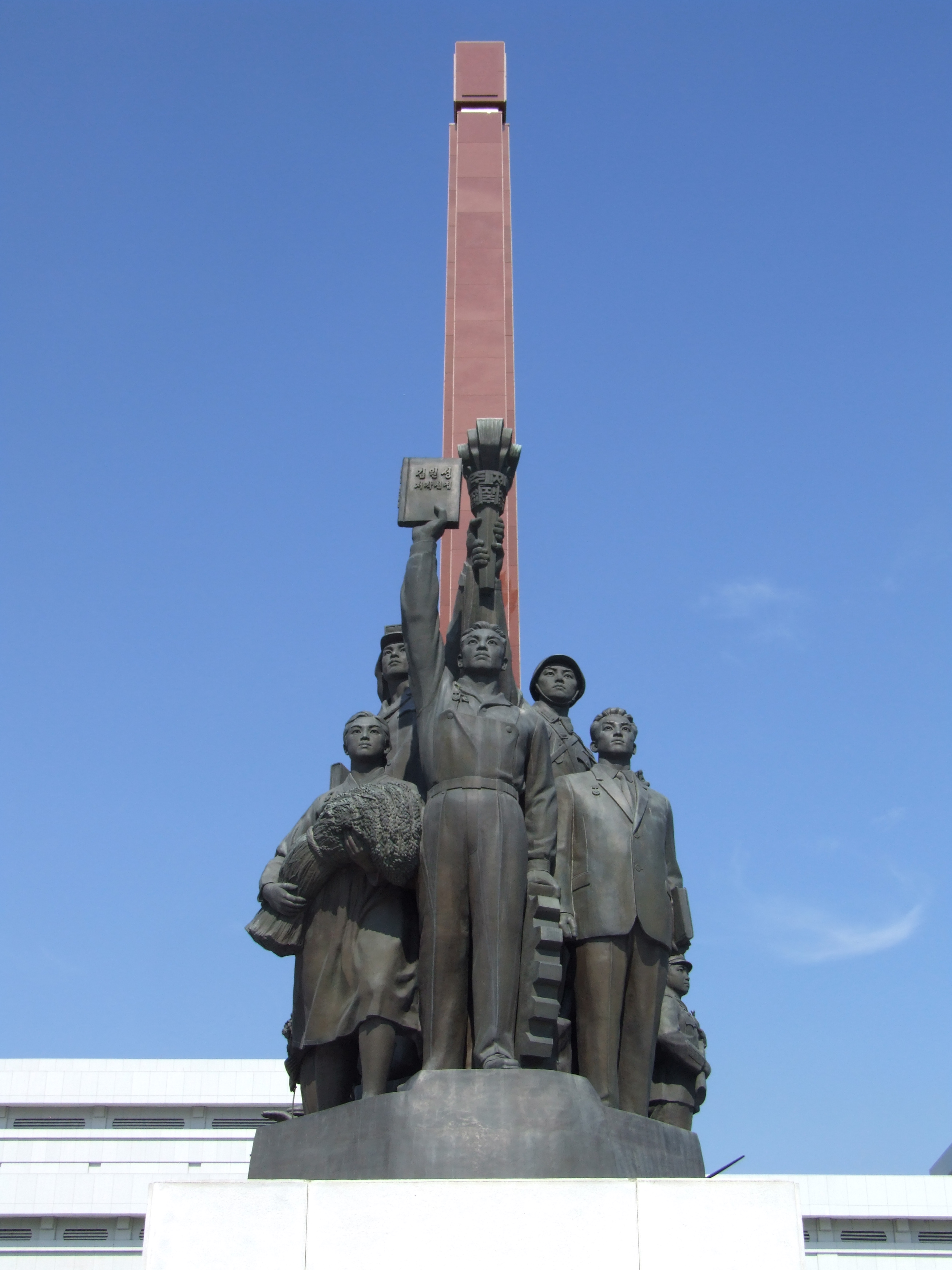
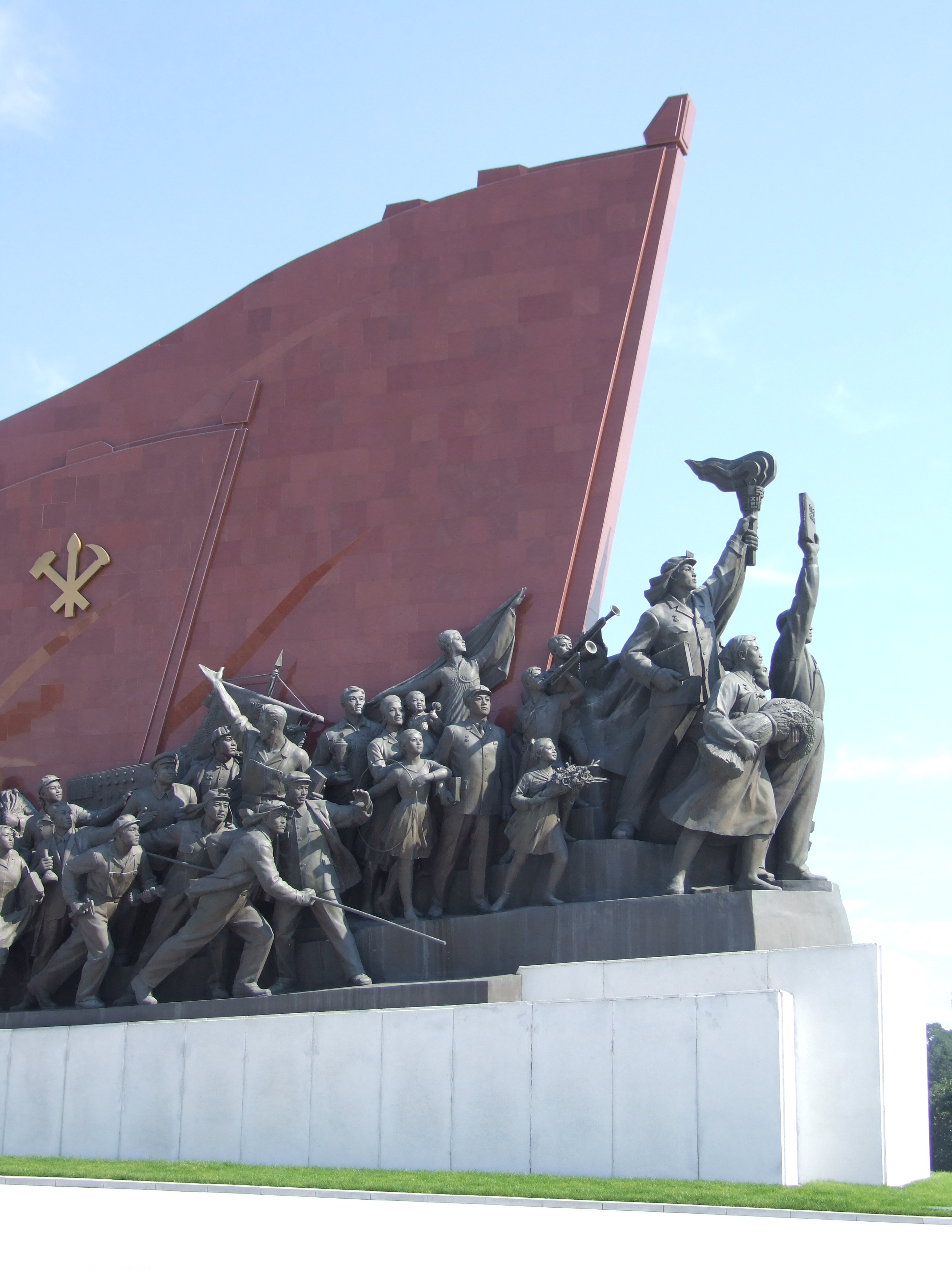
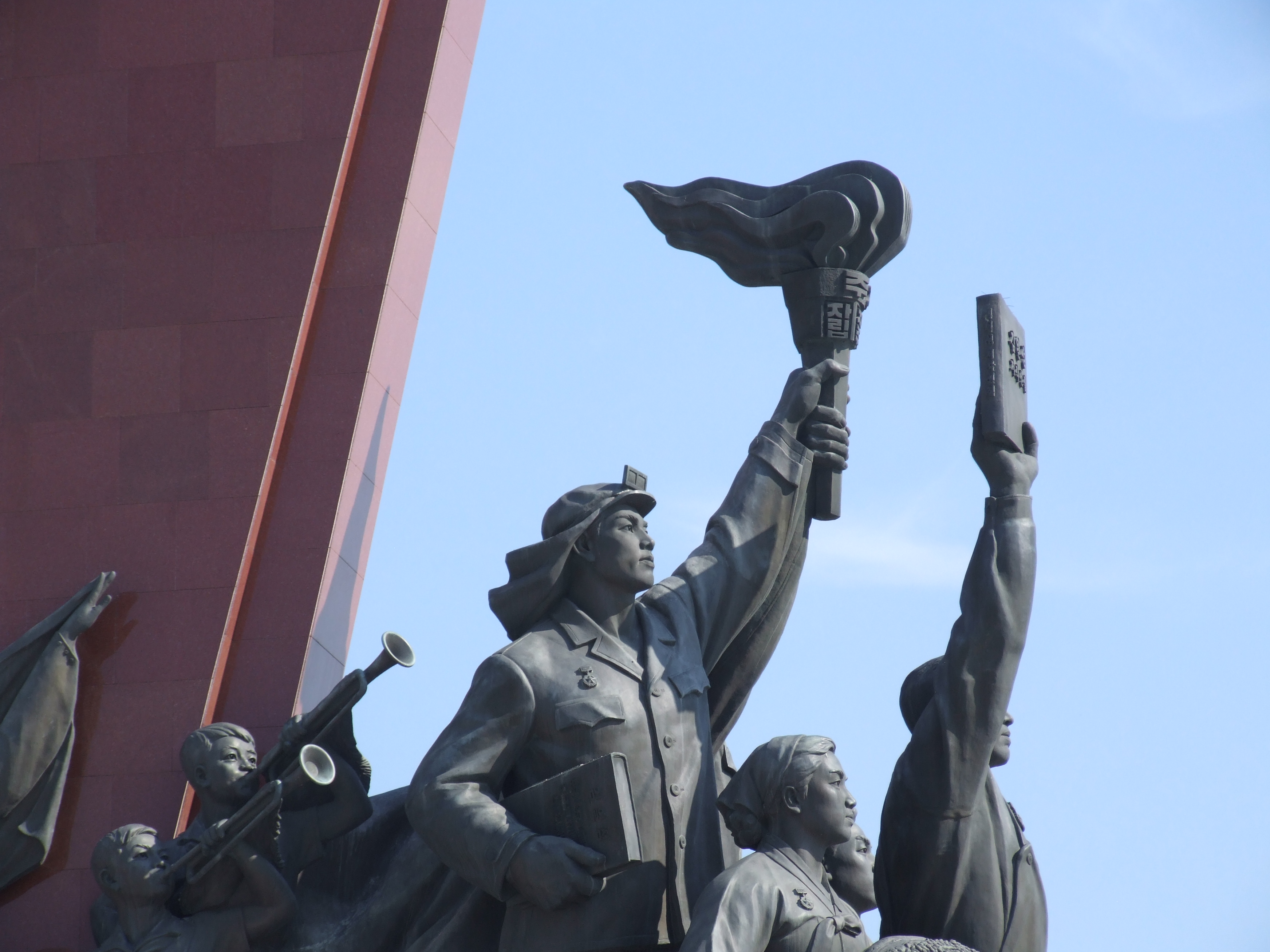
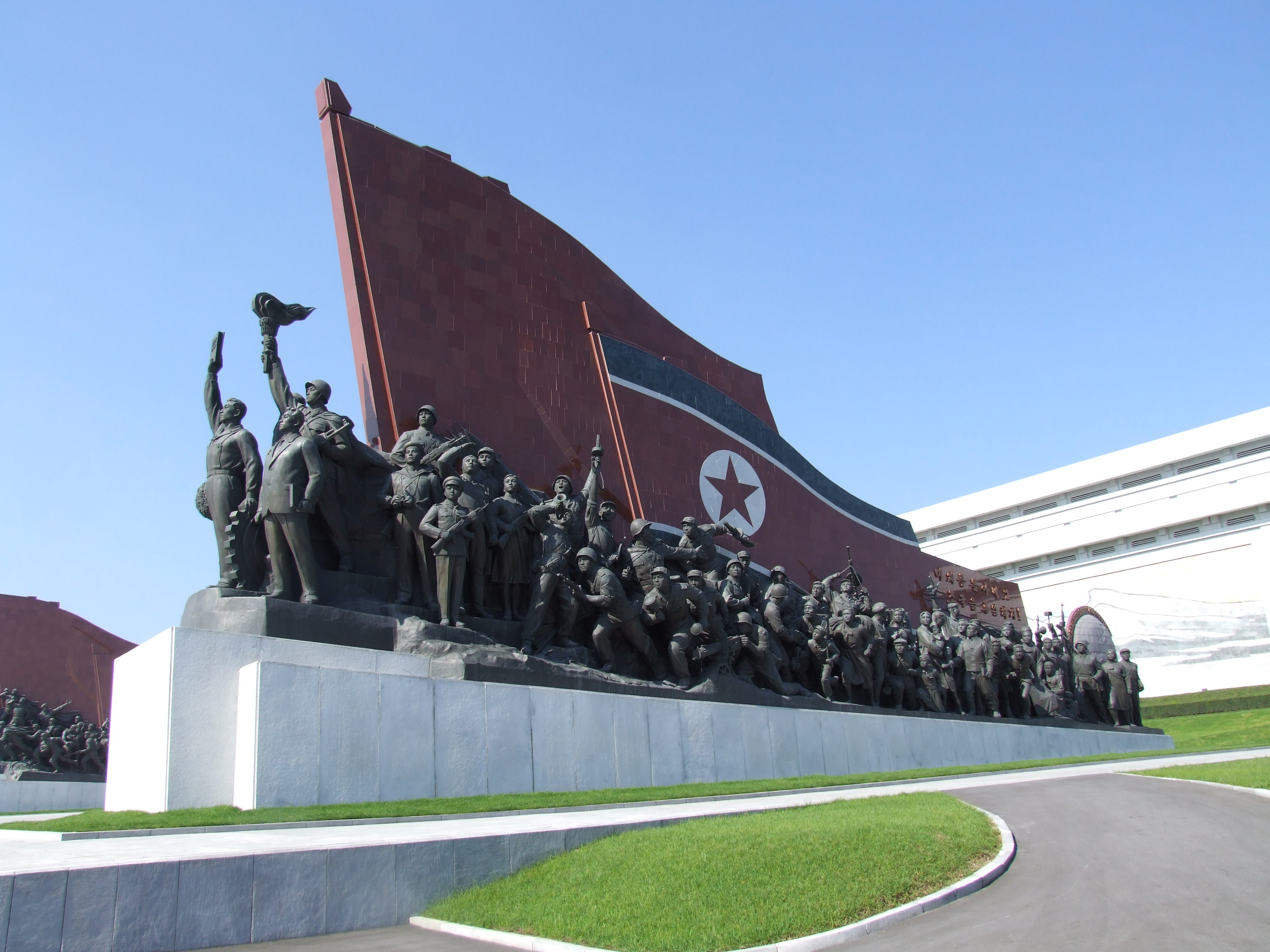
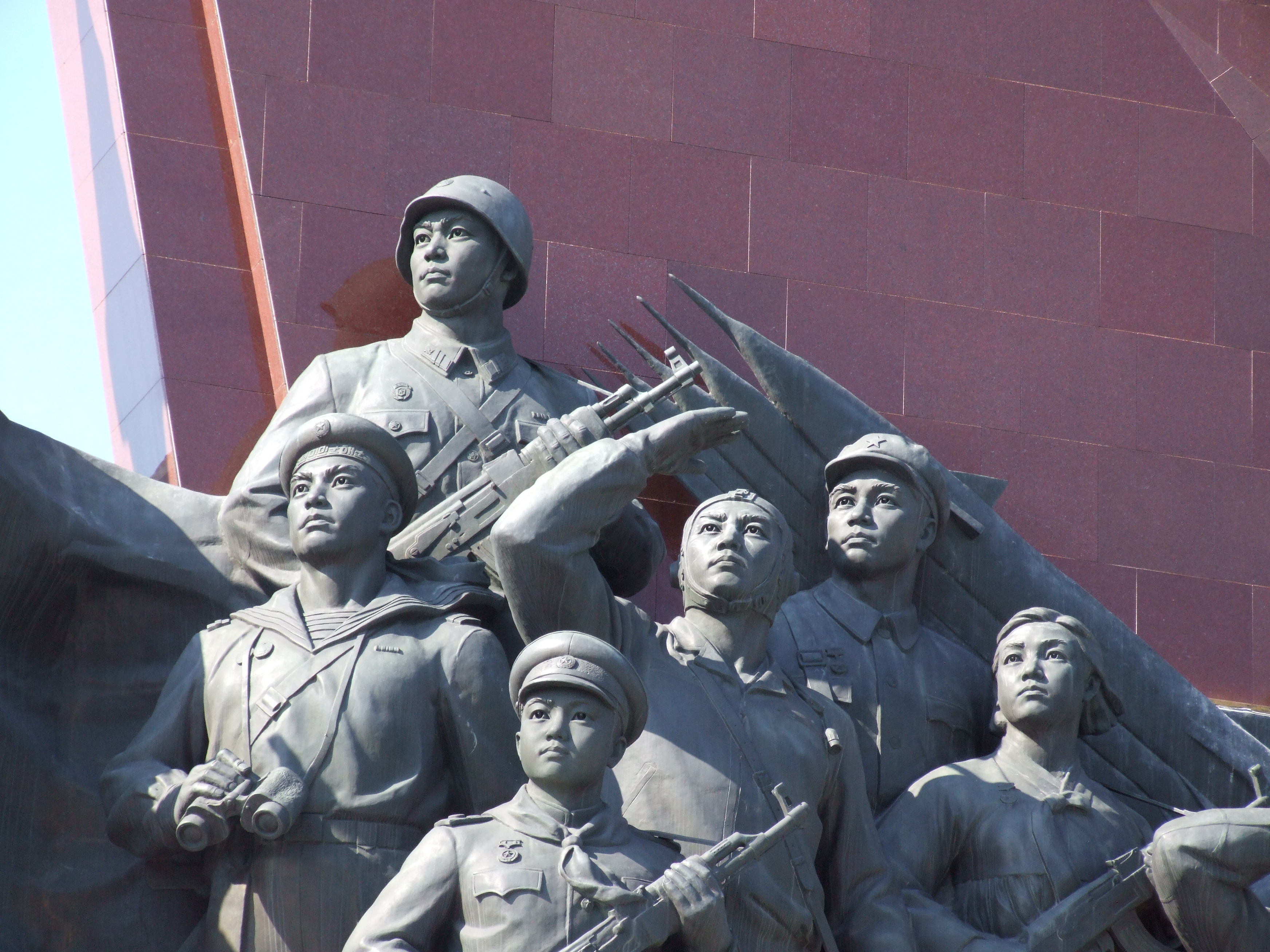
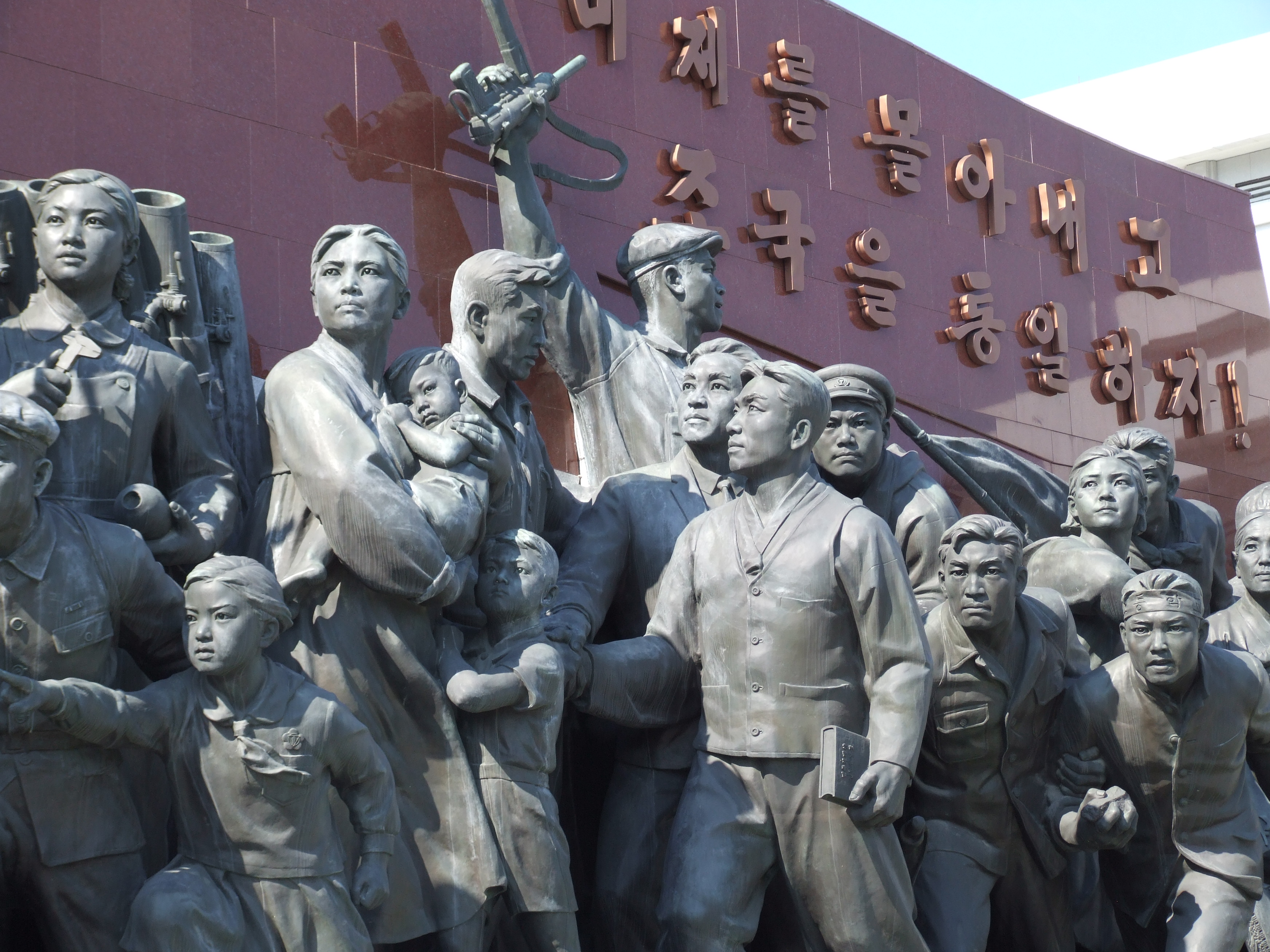
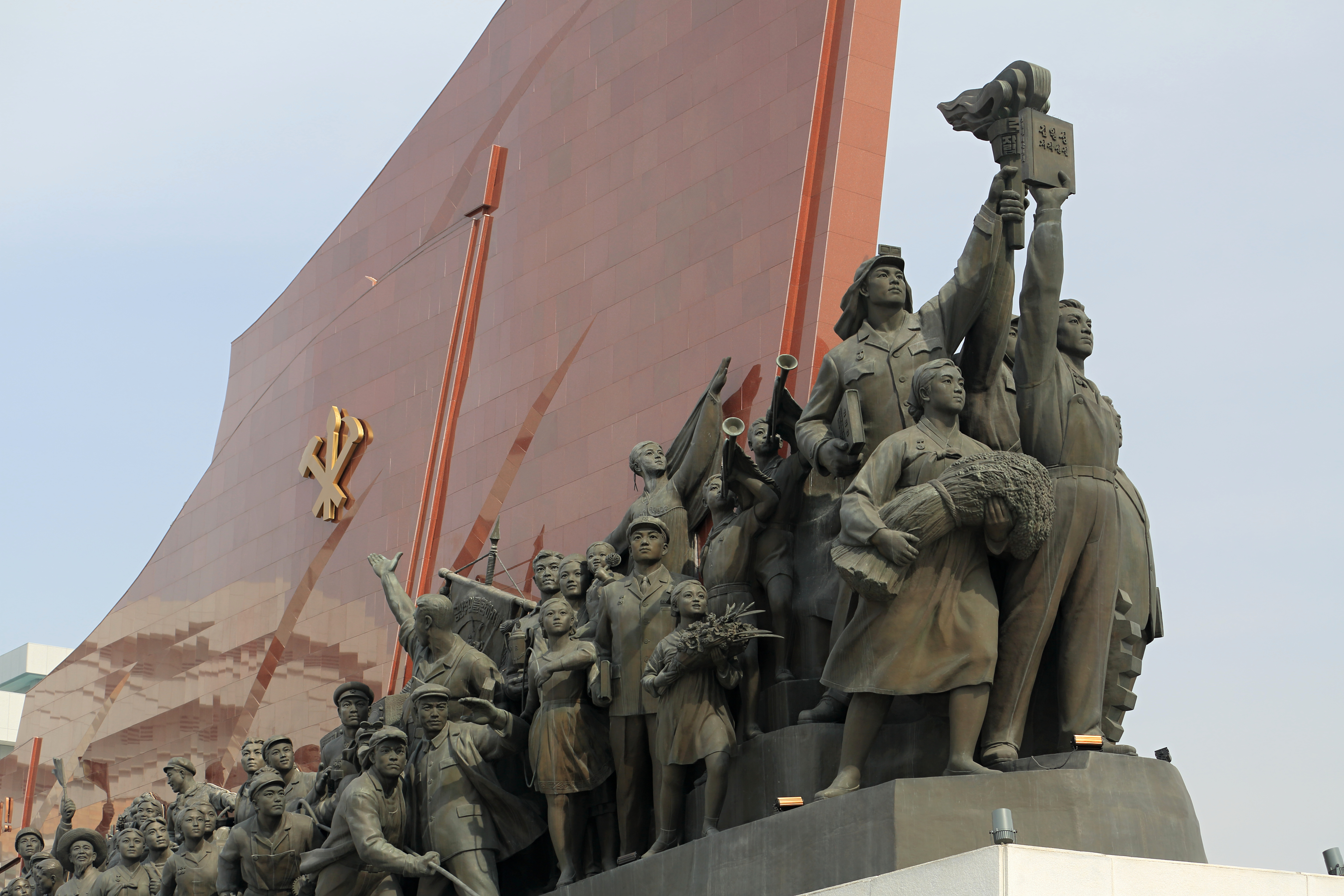